# Juist
Juist este una dintre Insulele frizone orientale în Marea Nordului și aparține de landul Saxonia Inferioară, Germania. Insula are o lungime de 17 km și o lățime parțială de numai 500 m. Pe insulă este înterzisă circularea cu autovehicule cu excepția pompierilor, salvărilor și mașinilor de construcție. Cea mai importantă sursă de venituri pentru locuitori este Turismul. Această insulă, ca și celelalte, este un loc pentru cură de aer. Aerul bun vine de la absența autovehiculelor și industriei și din mici picături de apă sărată, care vin de la izbirea valurilor de stânci. De aceea, insula este agreată pentru oameni cu probleme respiratorii. Juist este accesibil cu bacul și avionul.